# Hanno Balitsch
Hanno Balitsch (Alsbach-Hähnlein, 2 januari 1981) is een Duits voormalig voetballer, die doorgaans als middenvelder speelde. Zijn laatste club was Waldhof Mannheim, waarvoor hij tussen 2015 en 2016 uitkwam.

## Clubcarrière
Balitsch vertrok in 1998 naar SV Waldhof Mannheim. Bij die club speelde hij één seizoen in het eerste elftal, voordat hij naar 1. FC Köln vertrok. Een jaar later volgde opnieuw een stap hogerop, toen Bayer Leverkusen hem overnam. In de drie jaar dat hij daar speelde, kon Balitsch geen onbetwiste basisplaats afdwingen, wat hem later bij 1. FSV Mainz 05 en Hannover 96 wel lukte. Tussen 2010 en 2012 speelde hij bij Leverkusen, voordat hij voor twee jaar bij 1. FC Nürnberg tekende. Via FSV Frankfurt kwam Balitsch bij zijn oude club Waldorf Mannheim terecht, waarvoor hij nog één seizoen speelde voor hij stopte als professioneel voetballer.

## Interlandcarrière
Balitsch debuteerde op 12 februari 2003 voor het Duits voetbalelftal. Op die dag werd er met 3-1 verloren op bezoek in Spanje. De aanvaller moest van bondscoach Rudi Völler op de bank beginnen en hij viel na ongeveer een uur spelen in voor Frank Baumann. De andere debutanten dit duel waren Tobias Rau en Benjamin Lauth.

### Gespeelde interlands
| Interlands van Hanno Balitsch voor Duitsland | Interlands van Hanno Balitsch voor Duitsland | Interlands van Hanno Balitsch voor Duitsland | Interlands van Hanno Balitsch voor Duitsland | Interlands van Hanno Balitsch voor Duitsland | Interlands van Hanno Balitsch voor Duitsland | Interlands van Hanno Balitsch voor Duitsland |
| №                                            | Datum                                        | Wedstrijd                                    | Uitslag                                      | Competitie                                   | Goals                                        |                                              |
| Als speler bij Bayer Leverkusen              | Als speler bij Bayer Leverkusen              | Als speler bij Bayer Leverkusen              | Als speler bij Bayer Leverkusen              | Als speler bij Bayer Leverkusen              | Als speler bij Bayer Leverkusen              | Als speler bij Bayer Leverkusen              |
| -------------------------------------------- | -------------------------------------------- | -------------------------------------------- | -------------------------------------------- | -------------------------------------------- | -------------------------------------------- | -------------------------------------------- |
| 1                                            | 12 februari 2003                             | Spanje – Duitsland                           | 3 – 1                                        | Vriendschappelijk                            |                                              |                                              |